# Svezia ai Giochi della XXXIII Olimpiade
La Svezia ha partecipato ai Giochi della XXXIII Olimpiade, svoltisi a Parigi dal 26 luglio all'11 agosto 2024, con una delegazione di 128 atleti, 61 uomini e 67 donne, in 18 sport e 21 discipline.
I portabandiera alla cerimonia di apertura sono stati Peder Fredricson e Josefin Olsson.

## Delegazione
| Sport              | Uomini | Donne | Totale |
| ------------------ | ------ | ----- | ------ |
| Atletica leggera   | 13     | 9     | 22     |
| Beach volley       | 2      | 0     | 2      |
| Canoa/kayak        | 2      | 3     | 5      |
| Ciclismo           | 1      | 2     | 3      |
| Equitazione        | 4      | 8     | 12     |
| Golf               | 2      | 2     | 4      |
| Judo               | 1      | 1     | 2      |
| Lotta              | 0      | 2     | 2      |
| Nuoto              | 7      | 7     | 14     |
| Pallamano          | 17     | 17    | 34     |
| Pentathlon moderno | 0      | 1     | 1      |
| Pugilato           | 1      | 1     | 2      |
| Skateboard         | 1      | 0     | 1      |
| Tennistavolo       | 4      | 4     | 8      |
| Tiro               | 5      | 2     | 7      |
| Triathlon          | 0      | 1     | 1      |
| Tuffi              | 0      | 1     | 1      |
| Vela               | 2      | 6     | 8      |
| Totale             | 61     | 67    | 128    |